# Аниакчак (река)
Аниакчак (англ. Aniakchak River) — река на полуострове Аляска. В административном отношении протекает по территории боро Лейк-энд-Пенинсула штата Аляска (США).
Берёт начало из озера Сюрпрайз, расположенного в кальдере стратовулкана Аниакчак. Течёт в юго-восточном направлении и впадает в залив Аниакчак Тихого океана примерно в 19 км к западу от мыса Кунмик. Длина реки составляет 43 км.